# 봄맞이 대청소
봄맞이 대청소(Spring cleaning)는 봄에 집을 깨끗이 청소하는 풍습이다. 특히 겨울이 추운 기후에서 봄맞이 대청소가 성행한다. 많은 문화권에서 매년 대청소는 연말에 이루어지는데, 달력에 따라 봄이나 겨울이 될 수 있다.
이 용어는 또한 모든 종류의 대청소나 정리 정돈 사업을 비유적으로 지칭하기도 한다. 감사 (위험 관리)나 검사 전에 집안일을 정리하는 사람을 봄맞이 대청소라고 할 수 있다.

## 역사
일부 연구자들은 봄맞이 대청소의 기원을 페르시아의 새해인 이란의 노루즈(Nowruz)에서 찾을 수 있는데, 이 날은 봄의 첫날이다. 이란인들은 페르시아 새해 직전에 카네 테카니(khaneh tekani, 페르시아어: خانه‌تکانی; 문자 그대로 "집을 흔든다")라는 풍습을 이어가고 있다. 커튼부터 가구까지 집안의 모든 것을 깨끗이 청소한다.
또 다른 가능성은 봄맞이 대청소의 기원이 고대 유대인들이 봄맞이 축제인 유월절(페사흐)을 앞두고 집을 깨끗이 청소하던 관습에서 유래했다는 주장이다. 이스라엘 백성이 이집트에서 포로 생활을 마치고 급히 탈출했던 것을 기념하여, 일주일 동안 이어지는 유월절 기간 동안 발효되었거나 발효된 음식은 먹거나 마시는 것이 엄격히 금지된다(출애굽기 12:15, 19). 유대인들은 발효된 음식(하메츠)을 삼가야 할 뿐만 아니라, 유월절 기간 동안 집에서 아주 작은 하메츠 잔여물이라도 없애라는 명령을 받았다(출애굽기 12:15). 따라서 유월절을 지키는 유대인들은 집안을 철저히 "대청소"한 후, 명절 전날 저녁에 촛불을 켜고 하메츠 부스러기를 찾는 전통 행사(베디캇 하메츠)를 거행한다.
전통적으로 가톨릭 교회는 봄철 성금요일 전날인 성목요일에 교회 제단과 그와 관련된 모든 것을 철저히 청소한다. 오늘날 그리스와 다른 정교회 국가에서도 봄맞이 대청소가 지속되고 있다. 대사순절 바로 전이나 첫 주에 집안을 깨끗이 청소하는 것이 전통인데, 이 기간을 '청소 주간'이라고 한다. 이는 또한 율리우스력 새해인 4월 1일과 일치하기도 한다.
북미와 북유럽에서는 대륙성 기후와 습한 기후 때문에 이 관습이 특히 실용적으로 활용되었다. 19세기 미국에서 진공청소기가 등장하기 전, 3월은 창문과 문을 열 수 있을 만큼 날씨가 따뜻해지고(하지만 곤충이 문제가 될 정도는 아니었음), 강풍이 집 안의 먼지를 날려 버릴 수 있었기 때문에 먼지를 털기에 가장 좋은 시기였다. 또한 이 시기에는 석탄 난로가 가동되지 않아 난로에서 나온 벽과 가구의 그을음을 씻어낼 수 있었다. 같은 이유로, 현대 농촌 가구에서는 연기를 발생시키는 화학 제품을 사용하는 청소 작업을 위해 3월을 자주 이용한다.